# Ким Джоно
Ким Джоно (кор. 김종오; 22 мая 1921, Чхонвон — 30 марта 1966, Сеул) — военачальник и политик Республики Корея, известный своими заслугами в Корейской войне. Герой Корейской войны, кавалер военных орденов «Тхэгык», «Ыльчи» и «Чхунму».

## Биография

### Ранняя жизнь и призыв в армию японцами
Генерал Ким Джоно родился 22 мая 1921 года в уезде Чхонвон провинции Чхунчхон-намдо, когда его родина была колонией Японии (1910—1945). Когда он учился в японском университете Дзюо на историческом факультете, Япония насильно призвала его на военную службу, и он служил младшим лейтенантом армии Японской империи.

### Независимость Родины
После освобождения Кореи от Японии 15 августа 1945 года, Ким Джоно вернулся на Родину и учился в Военной академии Республики Корея. После окончания Военной академии он стал младшим лейтенантом, вместе с Ким Бэгилем, Ли Халлимом и Чон Нэхёком основал 3-й пехотный полк Сухопутных войск Республики Корея. В январе 1949 года Ким Джоно получил назначение командиром 1-го пехотного полка, в марте 1949 года стал полковником, 10 июня 1950 года стал командиром 6-й пехотной дивизии, которая охраняет границу с Северной Кореей.

### Корейская война
Ким Джоно догадывался, что необычные действия Северной Кореи — это дурной признак, 22 июня 1949 года он приказал укрепить оборону и повысить бдительность, запретил отпуск всем солдатам своей дивизии.
25 июня Северная Корея начала внезапное нападение на Южную Корею. Одновременно 7-й пехотный полк 6-й пехотной дивизии подвергнулся неожиданному нападению, но под руководством генерала Ким Джоно южнокорейские войска разгромили врага и защитили город Чхунчхон.
10 июля 1949 года в результате битвы в деревне Мугынни уезда Ымсон Ким Джоно одержал первую победу сухопутных войск Республики Корея в Корейской войне совместно с генералами Ким Хонъилем, Пэк Сонёпом и другими. Благодаря своим заслугам 15 июля Ким Джоно получил звание бригадного генерала.
Под руководством генерала Ким Джоно 6-я пехотная дивизия начала контрнаступление на север. 23 октября 1950 года в битве в Хичхоне под руководством генерала Ким Джоно 7-й пехотный полк 6-й пехотной дивизии разгромил пехотный полк северокорейской 18-й пехотной дивизии и вернул Хичхон.
26 октября 1950 года 1-й батальон 7-го пехотного полка 6-й пехотной дивизии достиг берега реки Амноккан в уезде Чхосан северокорейской провинции Чагандо. Это первые южнокорейские войска, достигшие самого севера Северной Кореи в Корейской войне. В это время Ким Джоно был ранен в транспортной аварии.
После выздоровления Ким Джоно был назначен командиром 3-й пехотной дивизии, в мае 1952 года — командиром 9-й пехотной дивизии, которая защищала уезд Чхорвон провинции Канвондо. 6 октября 1952 года китайские войска, участвовавшие в Корейской войне на стороне Северной Кореи, атаковали холм Пэнма уехда Чхорвон. 15 октября Ким Джоно одержал крупную победу. После этого боя до перемирия Ким Джоно занимал пост ректора Военной академии Республики Корея.

### После Корейской войны
После Корейской войны Ким Джоно служил командиром 1-го корпуса Сухопутных войск Республики Корея, в феврале 1954 года стал генерал-лейтенантом. Был главой штаба военного образования, председателем объединённого комитета начальников штабов и начальником штаба Сухопутных войск Республики Корея. В январе 1962 года получил звание генерала армии, в апреле 1965 года закончил службу в армии. 30 марта 1966 года скончался в Сеуле от хронической болезни.

## Награды и знаки признания
- Военный орден «Тхэгык»
- Военный орден «Ыльчи»
- Военный орден «Чхунму»